# 映画24区

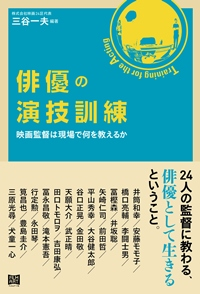
映画24スクールの書籍版。最前線で活躍する日本の映画監督たちによる「俳優」指南書

映画24区（えいがにじゅうよんく）は、東京都中央区銀座にある映画会社および映画学校。

## 概説
映画『パッチギ!』や『フラガール』を輩出した映画会社シネカノンを再建させた金融出身のプロデューサー三谷一夫が2009年（平成21年）に設立した映画会社。映画業界に強いパイプを持ち、俳優や脚本家の育成を得意としており、同社が運営する映画学校では有名無名問わず、多くの俳優や脚本家が専門の技術を学んでいる。
最近では映画以外にテレビドラマや舞台制作など活動の幅を増やしており、日本全国の自治体と組んだ映画による地域プロデュース事業も多く手掛けている。

## 主な事業内容
1. 映画製作・配給
2. 映画人(俳優・脚本家)の育成・マネジメント／学校運営(映画24区トレーニング)
3. 映画を活用した地域プロデュース（ぼくらのレシピ図鑑シリーズ）

## 沿革
- 2009年 映画24区創業（映画製作開始）
- 2011年 映画24区スクール開講（現映画24区トレーニング）
- 2013年 映画24区スクール京都（現シネマカレッジ京都）開講
- 2015年 映画24区スクール山形（現スタジオセディックシネマスクール）開講
- 2018年 映画「ぼくらのレシピ図鑑シリーズ」をスタート
- 2020年 映画24区本社を銀座に移転

## 主な作品実績
- 2010年 PV『POLA the movie～銀の流れ～』（吉田康弘監督）制作
- 2012年 PV『下着にまつわる物語』（永田琴監督）制作
- 2012年 映画『傷跡』（冨樫森監督）製作・配給
- 2012年 映画『1+1=11』（矢崎仁司監督）製作・配給
- 2013年 映画『夏がはじまる』（冨樫森監督）製作・配給
- 2013年 映画『砂をつかんで立ち上がれ』（藤澤浩和監督）製作・配給
- 2014年 映画『乙女のレシピ』（三原光尋監督）製作・配給
- 2014年 映画『父のこころ』（谷口正晃監督）製作・配給
- 2014年 映画『くらげとあの娘』（宮田宗吉監督）製作・配給　※シマフィルムと共同
- 2015年 TVドラマ『チア☆ドル』（全10話、藤澤浩和監督）制作
- 2016年 舞台『解体されゆくアントニン・レーモンド建築 旧体育館の話』（冨樫森演出）制作
- 2016年 映画『校庭に東風吹いて』（金田敬監督）制作協力
- 2017年 映画『セブンティーン、北杜夏』（冨樫森監督）製作・配給
- 2018年 映画　ぼくらのレシピ図鑑シリーズ第1弾　『36.8℃ サンジュウロクドハチブ』（安田真奈監督）製作・配給
- 2019年 映画『21世紀の女の子』（山戸結希企画・プロデュース）製作・配給協力
- 2019年映画『風たちの午後 デジタルリマスター版』（矢崎仁司監督）製作・配給
- 2020年 映画　ぼくらのレシピ図鑑シリーズ第2弾   『夏、至るころ』（池田エライザ監督）製作・配給

## 主な書籍
- 2013年　書籍『俳優の演技訓練　映画監督は現場で何を教えるか』（三谷一夫著　フィルムアート社）

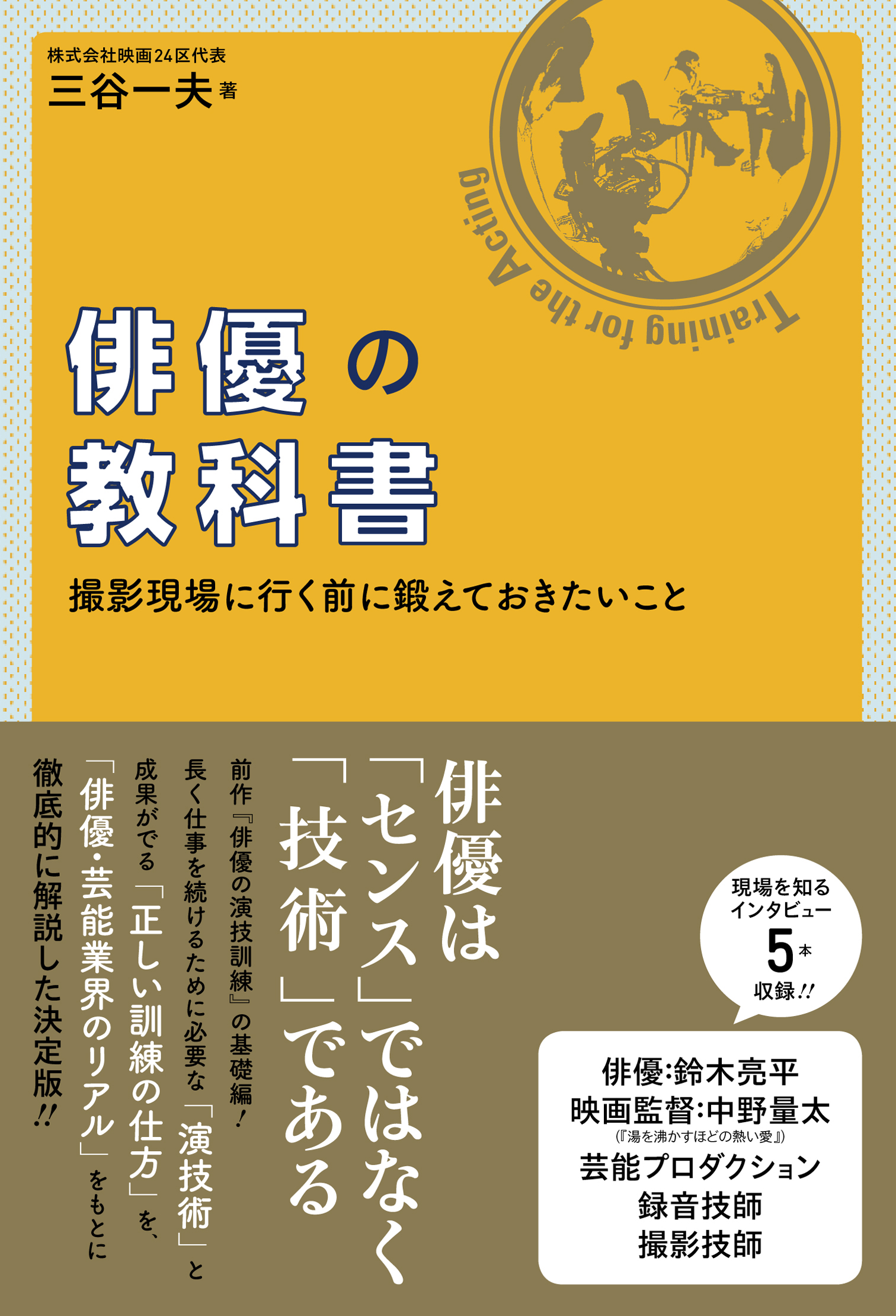
映画24区の俳優本シリーズの基礎編。俳優志望者や芸能プロダクションから支持されている決定版。

- 映画24区の俳優本シリーズの基礎編。俳優志望者や芸能プロダクションから支持されている決定版。2017年　書籍『俳優の教科書』　撮影現場に行く前に鍛えておきたいこと（三谷一夫著　フィルムアート社）

## 所属タレント
- 堀春菜（俳優）
- 本間淳志（俳優）
- キム・セイル（俳優・演出家・演技トレーナー）
- てん子（俳優）
- 金原由佳（映画ジャーナリスト）

### かつての所属者
- 根矢涼香
- どんぐり（竹原芳子）

## 参考資料
- 脚本を読み込む力のある役者を　「映画２４区スクール」が目指すもの（産経新聞）